# دائرة الضرائب الحكومية (أذربيجان)
دائرة الضرائب الحكومية في جمهورية أذربيجان (بالأذرية: Azərbaycan Respublikası Dövlət Vergi Xidməti) هي السلطة التنفيذية المركزية التي تضمن تنفيذ السياسة الضريبية للدولة ووالتحصيل الكامل وفي الوقت المناسب للضرائب للضرائب والإيصالات الأخرى لميزانية الدولة في إطار سياسة مالية وميزانية موحدة ويتضمن سيطرة الدولة في هذا المجال.

## تاريخ الدائرة
تأسست دائرة الضرائب الحكومية في جمهورية أذربيجان بموجب مرسوم لرئيس جمهورية أذربيجان التابع لوزارة الاقتصاد في جمهورية أذربيجان.
 رئيس التفتيش الضريبي الحكومي هو إلدار أوجاخجولو أوغلو شهبازوف.
بدأ نشاطها الأولى لخدمة الضريبة في أذربيجان مع تأسيس التفتيش الضريبة التابع وزارة المالية لجمهورية أذربيجان بموجب قانون للبرلمان في فتراة جمهورية أذربيجان الديمقراطية في 17 يونيو لعام 1919.
تم إلغاء التفتيش الضريبي الحكومي بموجب المرسوم لرئيس جمهورية أذربيجان بتاريخ 11 فبراير 2000، وتم تأسيس وزارة الضرائب على أساس أنها السلطة التنفيذية المركزية تضمن تنفيذ السياسة الضريبية للدولة ووالتحصيل الكامل وفي الوقت المناسب للضرائب للضرائب والإيصالات الأخرى لميزانية الدولة في قاعدتها.
في 23 أكتوبر لعام 2019، تم تأسيس دائرة الضرائب الحكومية التابع وزارة الاقتصاد في جمهورية أذربيجان بموجب المرسوم لرئيس جمهورية أذربيجان عن «توسيع وظائف وهيكل وزارة الاقتصاد في جمهورية أذربيجان».